# خير الدين بربروس: مرسوم السلطان
خير الدين بربروس: مرسوم السلطان (بالتركية: Barbaros Hayreddin: Sultanın Fermanı)‏ هو مسلسل تركي تاريخي خيالي درامي ، من انتاج شركة إي اس فيلم ، ومن إخراج بيرات أوزدوجان ، وتأليف زولكوف يوسيل ، وأوغور أوزونوك ، وحمزة أكيلديز ، وعبد الحميد إشيك وإسما كوتش، يحكي المسلسل سيرة حياة البحار الشهير خير الدين بربروس، المسلسل هو تكملة لمسلسل بربروسا: سيف البحر الابيض المتوسط ، الذي بُث على قناة تي أر تي 1 بين عامي 2021 و 2022، تم عرض الحلقة الاولي في 23 ديسمبر2022 وانتهى المسلسل بحلقته العشرين التي عُرضت في 9 يونيو 2023.

## الممثلين والشخصيات
| الممثل                  | شخصية                | الحلقات | توضيح                                                                                 |
| ----------------------- | -------------------- | ------- | ------------------------------------------------------------------------------------- |
| تولجاهان سايشمان        | خير الدين بربروس     | 1-20    | بحار تركي.                                                                            |
| تيمور اكار              | أندريا دوريا         | 1-20    | بحار صليبي.                                                                           |
| ميليسا دونجل            | ميا دي لونا          | 1-20    | هي أغنى امرأة في البندقية.                                                            |
| أوفوك أوزكان            | صالح ريس             | 1-20    | مساعد خير الدين بربروس.                                                               |
| عارف بيشكين             | سليمان القانوني      | 1-20    | وهو السلطان العاشر للإمبراطورية العثمانية.                                            |
| بهادير يني شهيرلي أوغلو | درويش                | 1-20    | إنه درويش عجوز؛ ذهب في الحج في النهاية.                                               |
| أرجومنت فيدان           | الامبراطور شارلكان   | 1-20    | هو ملك إسبانيا، وبعدها اصبح الإمبراطور الروماني المقدس للامبراطورية الرومانية المقدسة |
| دنيز تشوم               | إيزابيلا من البرتغال | 1-20    | هي زوجة الامبراطور شارلكان .                                                          |
| إبراهيم خليل            | أحمد كمكنكاش باشا    | 1-20    | القبطان العثماني السابق.                                                              |
| موسى إيفرين             | اللورد تشييف         | 1-20    | مستشارًا للملك الامبراطور شارلكان.                                                     |
| جيزم أيدين              | مارسيلا              | 1-20    | هي موظفة ميا دي لونا.                                                                 |
| يلماز ميدانري           | أياس محمد باشا       | 1-20    | باشا العثماني.                                                                        |
| أيسن جورلر              | شاهسوار هاتون        | 1-20    | صائغة مجوهرات في إسطنبول.                                                             |
| بيرفي سانجاك            | شكوفة هاتون          | 1-20    | هي ابنة أياس باشا.                                                                    |
| جوكان جينسباي           | قانديلي              | 2-20    | هو رئيس خير الدين بربروس . وهو من أبناء الجيش السابقيين لعروج بربروسا.                |
| تولجا أكايا             | ياريلي حسن           | 9-20    | هو رئيس خير الدين بربروس . وهو من أبناء الجيش السابقيين لعروج بربروسا.                |
| تولجا أوزتورك           | سيدي علي رئيس        | 9-20    | بحار تركي.                                                                            |
| ألكان كيزيلماك          | لوزارتو              | 10-20   | هو شخص يعمل لدى والد لونا.                                                            |
| دورسون علي ارزينجانلي   | يحيي افندي           | 10-20   | أخو السلطان سليمان.                                                                   |
| جانسل إلتشين            | إبراهيم باشا الفرنجي | 13-20   | الوزير.                                                                               |
| ديردا ياسر ينال         | درغوث رئيس           | 15-20   | وهو من زعماء خير الدين باشا.                                                          |
| يوسف أيتكين             | جعفر المجنون         | 15-20   | صديق لتورغوت ريس.                                                                     |
| أرمان سابان             | بيري ريس             | 17-20   | رسام خرائط وبحار عثماني.                                                              |

###### شخصيات منتهية
| الممثل                | شخصية                 | الحلقات | توضيح |
| --------------------- | --------------------- | ------- | --- |
| كوركان كول            | الأمير فليبرت         | 5-7     | امير فلورنسا. |
| سافيز آك              | جيفيز                 | 1-7     | هو احد رجال خير الدين بربروس. قُتل على يد رجال أورسيني. |
| ارمان جيهان           | سيغالزاد عثمان        | 1-7     | إنه جاسوس تركي. |
| بهادير كاراجا         | فرانسيس الأول         | 1-7     | إنه ملك فرنسا. تم القبض عليه في معركة بافيا وتم حفظه بفضل سليمان القانوني.                                                                                         |
| نوري تانير            | لوزينزو               | 1-7     | قائد البندقية. |
| كبرياء ايدوغان        | جودفري دي بوالون      | 1-7     | هو رجل دوريا. قتله خير الدين بربروسا. |
| إينيس كاركاشي         | أليساندرو دي ميديشي   | 4-13    | الابن غير الشرعي للبابا , اختطفه صالح ريس وأسر في الزنزانة. |
| حسن كوتشوكتشيتين      | أيدن ريس              | 1-13    | بحار من طاقم خير الدين بربروس. قُتل على يد كريستوفر. |
| باشاك دشمان           | سيارة هاتون           | 1-13    | هي شقيقة خير الدين بربروس. |
| إلكاي كايكو أتالاي    | حليمة خاتون           | 1-13    | هي والدة أحمد كمنكاش باشا. |
| إيرول سيرتل           | أورسيني               | 1-13    | رجل دوريا في اسطنبول. |
| دوغان بايركتار        | كريستوفر              | 5-14    | قائد البابا هو عدو خير الدين بربروس ريس. وهو أحد الذين استشهدوا ايدن ريس. وقتل علي يد خير الدين بربروسا.                                                           |
| يسار أيدينوغلو        | البابا السابع. كليمنس | 1-14    | زعيم ديني للمسيحية الكاثوليكية فقام شارلكان الذي علم أنه الابن غير الشرعي للبابا ، قام بتسميمه لحماية مستقبله. لكنه لم يمت ، فقتله اللورد تشييف بأوامر من شارلكان. |
| دويغو جوركان          | نظيفة هاتون           | 1-14    | هو شقيقة خير الدين بربروس . ذهبت إلى الجزائر. |
| سيرين سويلو           | هاتيس كادينفندي       | 1-14    | هي والدة خير الدين بربروس . ذهبت إلى الجزائر. |
| يجيت أردا تان         | بارباروزاد حسن        | 1-14    | هو ابن بربروس وابن شقيق عروج بربروس. يذهب إلى الجزائر. |
| دميرهان ديميرشي أوغلو | يحيى                  | 1-14    | هو ابن شقيق خير الدين بربروس ؛ هو ابن عروج بربروس؛ يذهب إلى الجزائر.                                                                                               |
| سيبل كاسابوغلو        | فاليريا               | 1-14    | هي ابنة الحاكم؛تم اختطافه من قبل بربروسا؛ ذهبت إلى الجزائر. |
| ريفنا كولاك           | ميهريبان              | 1-14    | وهو ابن شقيق بربروس وعروج بربروس؛ يذهب إلى الجزائر. |
| يلماز بيرقدار         | ماروس                 | 2-14    | هو شخص يعيش في اسطنبول؛ هو في الحقيقة مسيحي. أندريا هي صديقة دوريا القديمة؛ يقتله أندريا دوريا لأنه يعتقد أنه خانه.                                                |
| نوري آري.             | ماريا.                | 15-17   | هي القائدة السابقة لقلعة التابعة للشارلكان |

## موعد الحلقات
| الموسم | الحلقات | الحلقات | الأصلي         | الأصلي                 | قناة |
| الموسم | الحلقات | الحلقات | الأول          | الأخير                 | قناة |
| ------ | ------- | ------- | -------------- | ---------------------- | ---- |
| 1      | 20      | 20      | 23 ديسمبر 2022 | 9 يونيو 2023 (الاخيرة) |      |

### الموسم الاول (2023-2022)
| حلقة                                     | مخرج            | كاتب السيناريو                                               | تاريخ العرض     | التقييم | علي قناة |
| ---------------------------------------- | --------------- | ------------------------------------------------------------ | --------------- | ------- | -------- |
| الحلقة 1.                                | بيرات أوزدوغان. | زولكوف يوسيل.                                                | 23 ديسمبر 2022. | 2.88    |          |
| الحلقة 2.                                | بيرات أوزدوغان. | زولكوف يوسيل.                                                | 30 ديسمبر 2022. | 2.04    |          |
| الحلقة 3.                                | بيرات أوزدوغان. | زولكوف يوسيل.                                                | 6 يناير 2023.   | 2.07    |          |
| الحلقة 4.                                | بيرات أوزدوغان. | زولكوف يوسيل.                                                | 13 يناير 2023.  | 1.74    |          |
| الحلقة 5.                                | بيرات أوزدوغان. | زولكوف يوسيل.                                                | 20 يناير 2023.  | 1.90    |          |
| الحلقة 6.                                | بيرات أوزدوغان. | زولكوف يوسيل.                                                | 27 يناير 2023.  | 1.74    |          |
| الحلقة 7.                                | بيرات أوزدوغان. | زولكوف يوسيل.                                                | 3 فبراير 2023.  | 1.74    |          |
| تم تعليقه بسبب الزلزال كهرمان مرعش 2023. |                 |                                                              |                 |         |          |
| الحلقة 8.                                | بيرات أوزدوغان. | زولكوف يوسيل.                                                | 24 فبراير 2023. | 1.58    |          |
| الحلقة 9.                                | بيرات أوزدوغان. | زولكوف يوسيل.                                                | 3 مارس 2023.    | 1.40    |          |
| الحلقة 10.                               | بيرات أوزدوغان. | أوغور أوزونوك ، حمزة أكيلديز ، عبد الحميد إشيك ، إسما كوتش ، | 10 مارس 2023.   | 1.53    |          |
| الحلقة 11.                               | بيرات أوزدوغان. | أوغور أوزونوك ، حمزة أكيلديز ، عبد الحميد إشيك ، إسما كوتش ، | 24 مارس 2023.   | 1.13    |          |
| الحلقة 12.                               | بيرات أوزدوغان. | أوغور أوزونوك ، حمزة أكيلديز ، عبد الحميد إشيك ، إسما كوتش ، | 31 مارس 2023.   | 1.35    |          |
| الحلقة 13.                               | بيرات أوزدوغان. | أوغور أوزونوك ، حمزة أكيلديز ، عبد الحميد إشيك ، إسما كوتش ، | 7 أبريل 2023.   | 1.28    |          |
| الحلقة 14.                               | بيرات أوزدوغان. | أوغور أوزونوك ، حمزة أكيلديز ، عبد الحميد إشيك ، إسما كوتش ، | 14 أبريل 2023.  | 1.36    |          |
| الحلقة 15.                               | بيرات أوزدوغان. | أوغور أوزونوك ، حمزة أكيلديز ، عبد الحميد إشيك.              | 28 أبريل 2023.  | 1.29    |          |
| الحلقة 16.                               | بيرات أوزدوغان. | أوغور أوزونوك ، حمزة أكيلديز ، عبد الحميد إشيك.              | 5 مايو 2023.    | 0.98    |          |
| تم تعليقه بسبب برنامج "الرئيس الخاص ".   |                 |                                                              |                 |         |          |
| الحلقة 17.                               | بيرات أوزدوغان. | أوغور أوزونوك ، حمزة أكيلديز ، عبد الحميد إشيك               | 19 مايو 2023.   | 0.99    |          |
| الحلقة 18.                               | بيرات أوزدوغان. | أوغور أوزونوك ، حمزة أكيلديز ، عبد الحميد إشيك               | 26 مايو 2023.   | 0.89    |          |
| الحلقة 19.                               | بيرات أوزدوغان. | أوغور أوزونوك ، حمزة أكيلديز ، عبد الحميد إشيك               | 2 يونيو 2023.   | 1.13    |          |
| الحلقة 20 (الاخيرة).                     | بيرات أوزدوغان. | أوغور أوزونوك ، حمزة أكيلديز ، عبد الحميد إشيك               | 9 يونيو 2023.   | 1.16    |          |

- جميع حلقات مسلسل خير الدين بربروس : مرسوم سلطان عرضت يوم الجمعة